# Johannes Brachmann (Mediziner, 1952)
Johannes Brachmann (* 23. Juli 1952 in Kiel) ist ein deutscher Kardiologe, der sich insbesondere um die Behandlung von Herzrhythmusstörungen – v. a. des Vorhofflimmerns – verdient gemacht und zahlreiche Innovationen in der Diagnostik und Therapie dieser Erkrankungen in Deutschland eingeführt hat. Auch in der kardiologischen Forschung spielt er eine führende Rolle.

## Leben

### Ausbildung und ärztliche Laufbahn
Johannes Brachmann, der sich schon als Schüler für Naturwissenschaften interessiert hatte, studierte von 1973 bis 1979 Medizin an der Universität Heidelberg. Im Rahmen seiner anschließenden Promotion und Assistenzarztzeit (ebenfalls in Heidelberg) spezialisierte er sich auf Herz-, Gefäß- und Lungenerkrankungen.
1980 erhielt er ein Forschungsstipendium der Deutschen Forschungsgemeinschaft über Herzinfarktforschung und Arrhythmien (Herzrhythmusstörungen). Im Rahmen seines einjährigen Forschungsaufenthalts an der Universität von Oklahoma (USA) begann er sich erstmals mit der Katheterablation von Herzrhythmusstörungen zu beschäftigen, einem innovativen Verfahren, bei dem die Herzmuskelzellen, die die Arrhythmie auslösen, per Katheter aufgespürt und verödet werden.
Von 1981 bis 1988 war Johannes Brachmann Stationsarzt an der Ludolf-Krehl-Klinik in Heidelberg, wo er als Leiter der elektrophysiologischen Arbeitsgruppe seine Kenntnisse auf diesem Gebiet vertiefte. Von 1989 bis 1998 war er als Oberarzt, später als leitender Oberarzt an dieser Klinik tätig; im Jahr 1991 habilitierte er sich und erhielt 1996 eine Professur an der Universitätsklinik Heidelberg.
Seit 1998 ist er Chefarzt der II. Medizinischen Klinik des Klinikums Coburg, deren Schwerpunkt in der Behandlung von Herz-, Gefäß- und Lungenerkrankungen liegt.

### Aufbau der Kardiologie am Klinikum Coburg
Am Klinikum Coburg baute Professor Johannes Brachmann die damals noch unbedeutende Abteilung für Kardiologie (Diagnostik und Therapie von Herz-Kreislauf-Erkrankungen) zu einem hochmodernen kardiologischen Zentrum aus, das sich auf dem neuesten Stand der medizinischen und technologischen Entwicklung befindet. Heute ist die kardiologische Abteilung des Klinikums Coburg eine der größten in Bayern und auch in ganz Deutschland führend. Neben einem Herzkatheterlabor mit 24-Stunden-Bereitschaft und 4 Messplätzen verfügt die Abteilung auch über eine Stroke Unit (auf die Behandlung von Patienten mit akutem Schlaganfall spezialisierte Station), an deren Aufbau Johannes Brachmann ebenfalls maßgeblich beteiligt war.

### Innovationen in der Diagnostik und Therapie von Vorhofflimmern
Frühzeitig baute Professor Brachmann die II. Medizinische Klinik des Klinikums Coburg zu einem Zentrum für die Versorgung von Patienten mit Herzrhythmusstörungen aus, die hier nach neuesten wissenschaftlichen Erkenntnissen diagnostiziert und behandelt werden.
Im Mittelpunkt steht die Diagnostik und Therapie von Vorhofflimmern, der häufigsten Herzrhythmusstörung, deren Behandlung nach wie vor problematisch ist, da Antiarrhythmika (Medikamente, die den normalen Herzrhythmus wiederherstellen sollen) zum Teil schwere Nebenwirkungen verursachen können und auch nicht immer wirksam sind. Wegen des erhöhten Schlaganfallrisikos müssen Patienten, bei denen sich das Vorhofflimmern nicht dauerhaft beseitigen lässt, ihr Leben lang Gerinnungshemmer einnehmen. Seit einigen Jahren gewinnt das Verfahren der Katheterablation (siehe oben) daher zunehmend an Bedeutung; immer mehr Patienten können dadurch dauerhaft von ihrem Vorhofflimmern befreit werden. Allerdings erfordert diese gerade erst im Vormarsch begriffene Behandlungsmethode besonderes Knowhow vonseiten der Ärzte und eine spezielle Ausstattung an Geräten für die Diagnostik und Therapie.
Professor Brachmann etablierte in der II. Medizinischen Klinik des Klinikums Coburg ein Zentrum zur Behandlung von Herzrhythmusstörungen mit hochmodernen, teilweise in Deutschland einmaligen bildgebenden Untersuchungsverfahren (3D-Mapping, Rotationsangiografie, intrakardialer Ultraschall), die eine sehr detailgenaue Darstellung der Herzvorhöfe ermöglichen. So gibt es in dieser Klinik z. B. ein MRT-Gerät mit besonders hoher Feldstärke (3 Tesla), mit dem man das Herz von innen fast fotogenau darstellen und Gewebe besonders gut beurteilen kann, was nicht nur für eine möglichst genaue, individuelle Diagnostik, sondern auch für die Kontrolle des Therapieerfolgs wichtig ist. Mittlerweile behandelt Professor Brachmann einen großen Teil seiner Vorhofflimmer-Patienten erfolgreich mit dem Verfahren der Katheterablation.

### Forschung
Ferner engagiert Johannes Brachmann sich intensiv für die kardiologische Forschung, v. a. auf dem Gebiet der Herzrhythmusstörungen. In der Diagnostik und Behandlung des Vorhofflimmerns durch Katheterablation kooperiert er eng mit Dr. Nassir F. Marrouche, der das Atrial Fibrillation Centre an der University of Utah, eines der herausragendsten Zentren zur Erforschung und Behandlung des Vorhofflimmerns in den USA, leitet.
An der II. Medizinischen Klinik des Klinikums Coburg unter Leitung von Johannes Brachmann laufen zahlreiche klinische Studien, die dazu dienen, die Erforschung von Herz-Kreislauf-Erkrankungen voranzutreiben und den Patienten neueste Diagnose- und Therapieverfahren zur Verfügung zu stellen. Mehrere große internationale Endpunktstudien werden von Professor Brachmann mitgeleitet. Auch in der Fortbildung ist Professor Brachmann aktiv: Er lädt regelmäßig Ärzte zu Schulungen auf dem Gebiet der Elektrophysiologie ein und veranstaltet in Coburg alle zwei Jahre das Update Atrial Fibrillation, ein internationales Symposium über Vorhofflimmern, das von Kardiologen aus aller Welt besucht wird.
Ferner ist Professor Brachmann Mitglied verschiedener kardiologischer Fachgesellschaften, u. a. der Klinischen Kommission der Deutschen Gesellschaft für Kardiologie und der Kommission der Heart Rhythm Society (der weltweit bedeutendsten Elektrophysiologen-Vereinigung). Er hat über 400 wissenschaftliche Arbeiten und Abstracts veröffentlicht.
Ab April 2011 übernimmt er den Vorsitz der Arbeitsgemeinschaft Leitender Kardiologischer Krankenhausärzte (ALKK).

## Sana Medical School
Im Jahr 2016 war Johannes Brachmann an der Gründung der Sana Medical School (ehemals Medical School Regiomed) beteiligt. Ziel des Projektes war es, mehr ärztlichen Nachwuchs für die Region zu gewinnen und Schülern mit einer Abiturnote abseits von 1,0 ein Medizinstudium zu ermöglichen. Seit der Gründung ist Johannes Brachmann Geschäftsführer der Sana Medical School. 

## Veröffentlichungen
- mit B. A. Hoffmann, D. Andresen, L. Eckardt, E. Hoffmann, K. H. Kuck, B. Schumacher, S. G. Spitzer, P. Schirdewahn, J. Tebbenjohanns, M. Horack, J. Senges, T. V. Salukhe, T. Rostock und S. Willems: Ablation of Atrioventricular Nodal Reentrant Tachycardia in the Elderly: Results from the German Ablation Registry. In: Heart Rhythm. 2011 Feb 9. [Epub ahead of print] PMID 21315834.
- mit M. Daccarett, T. J. Badger, N. Akoum, N. S. Burgon, C. Mahnkopf, G. Vergara, E. Kholmovski, C. J. McGann, D. Parker, R. S. Macleod und N. F. Marrouche: Association of left atrial fibrosis detected by delayed-enhancement magnetic resonance imaging and the risk of stroke in patients with atrial fibrillation. In: J Am Coll Cardiol. 57(7), 2011 Feb 15, S. 831–838. PMID 21310320.
- mit A. M. Sinha, H. C. Diener, C. A. Morillo, T. Sanna, R. A. Bernstein, V. Di Lazzaro, R. Passman und F.Beckers: Cryptogenic Stroke and underlying Atrial Fibrillation (CRYSTAL AF): design and rationale. In: Am Heart J. 160(1), 2010 Jul, S. 36–41.e1. PMID 20598970.
- mit G. Steinbeck, D. Andresen, K. Seidl, E. Hoffmann, D. Wojciechowski, Z. Kornacewicz-Jach, B. Sredniawa, G. Lupkovics, F. Hofgärtner, A. Lubinski, M. Rosenqvist, A. Habets, K. Wegscheider und J. Senges; IRIS Investigators: Defibrillator implantation early after myocardial infarction. In: N Engl J Med.361(15), 2009 Oct 8, S. 1427–1436. PMID 19812399.
- mit N. F. Marrouche; CASTLE-AF Steering Committee: Catheter ablation versus standard conventional treatment in patients with left ventricular dysfunction and atrial fibrillation (CASTLE-AF) – study design. In: Pacing Clin Electrophysiol. 32(8), 2009 Aug, S. 987–994. PMID 19659616.
- mit F. J. Neumann, W. Desmet, E. Grube, P. Presbitero, P. Rubartelli, A. Mügge, F. Di Pede, D. Füllgraf, W. Aengevaeren, L. Spedicato und J. J. Popma: Effectiveness and safety of sirolimus-eluting stents in the treatment of restenosis after coronary stent placement. In: Circulation. 111(16), 2005 Apr 26, S. 2107–2111. PMID 15851617.
- The role of class III antiarrhythmic agents in maintaining sinus rhythm. In: Europace. 2000 Jul;1 Suppl C, S. C10-5. Review. PMID 11220519.
- mit J. Kiehn, C. Karle, D. Thomas, X. Yao und W. Kübler: HERG potassium channel activation is shifted by phorbol esters via protein kinase A-dependent pathways. In: J Biol Chem. 273(39), 1998 Sep 25, S. 25285–25291. PMID 9737994.
- mit R. Lange, F. U. Sack, B. Voss, R. De Simone, M. Thielmann, A. Nair, R. Haussmann, F. Fleischer und S. Hagl: Treatment of dilated cardiomyopathy with dynamic cardiomyoplasty: the Heidelberg experience. In: Ann Thorac Surg. 60(5), 1995 Nov, S. 1219–1225. PMID 8526603.
- mit T. Hilbel, M. Schweizer und W. Kübler: Cardiac late potentials for diagnosis in heart disease. In: Eur Heart J. 15 Suppl C,  1994 Aug, S. 49–51. Review. PMID 7995269.